# Tour de Sachsenring
El Tour de Sachsenring (oficialmente: Sachsenringradrennen y Rund um den Sachsenring) son dos carreras ciclistas alemanas de un día que se disputan en el autódromo de Sachsenring, situado en la localidad de Hohenstein-Ernstthal (Sajonia), la primera en el mes de abril y la segunda en el mes de agosto.
La primera fue creada en 1993 con el nombre de Sachsenringradrennen y todas sus ediciones han sido amateur. Durante los años 1997 y 2003 no se disputó.
La segunda, con el nombre de Rund um den Sachsenring, fue creada en 2004 como carrera profesional de categoría 1.5 (última categoría del profesionalismo). Desde la creación de los Circuitos Continentales UCI en 2004 formó parte del UCI Europe Tour, dentro de la categoría 1.2 (igualmente úñtima categoría del profesionalismo). A partir del 2008 también es una carrera amateur.
Sus recorridos siempre se han mantenido en similares kilometrajes en torno a los 70 km, excepto el Rund um den Sachsenring que desde el 2004 hasta el 2010 tuvo entre 146 y 161 km dependiendo de la edición.
A pesar de haberse disputado algunas ediciones en categoría profesional han sido unas pruebas dominada por ciclistas locales, de hecho todos sus ganadores, y la gran mayoría de primeras posiciones, ha sido compuesta por corredores alemanes.
También se disputa en diferentes categorías inferiores.

## Palmarés

### Sachsenringradrennen
En amarillo: edición amateur.
| Año       | Ganador            | Segundo             | Tercero          |
| --------- | ------------------ | ------------------- | ---------------- |
| 1993      | Andreas Walzer     | Heiko Latocha       | Thomas Tinius    |
| 1994      | Jörn Reuss         | Lutz Lehmann        | Uwe Stoltze      |
| 1995      | Jürgen Werner      | Heiko Szonn         | Jens Olomek      |
| 1996      | Dirk Müller        | ?                   | Raphael Schweda  |
| 1997-2003 | No se disputó      | No se disputó       | No se disputó    |
| 2004      | Dennis Haueisen    | Udo Müller          | Alexander Peter  |
| 2005      | Dennis Haueisen    | Enrico Prix         | Simon Geschke    |
| 2006      | Christopher Kramp  | Henry Wegner        | Robert Kriegs    |
| 2007      | Marco Kiritschenko | Simon Klein         | Robert Kriegs    |
| 2008      | Matthias Sellnow   | Christoph Pfingsten | Julian Tucholl   |
| 2009      | Matthias Belka     | Stefan Schäfer      | Tobias Meier     |
| 2010      | Tino Thömel        | Theo Reinhardt      | Eric Pidun       |
| 2011      | Franz Schiewer     | Stefan Schäfer      | Mathias Wiele    |
| 2012      | Sven Forberger     | Johannes Heider     | Karsten Volkmann |

### Rund um den Sachsenring
En amarillo: edición amateur.
| Año  | Ganador             | Segundo             | Tercero         |
| ---- | ------------------- | ------------------- | --------------- |
| 2004 | Björn Papstein      | Udo Müller          | Jan Pokrandt    |
| 2005 | Karsten Volkmann    | Andreas Schillinger | Tilo Schüler    |
| 2006 | Artur Gajek         | Andreas Schillinger | Philipp Mamos   |
| 2007 | Tobias Erler        | Oliver Giesecke     | Christian Kux   |
| 2008 | Karsten Volkmann    | Fabian Pohl         | Christian Leben |
| 2009 | Dirk Müller         | Jonas Schmeiser     | René Obst       |
| 2010 | Markus Schwarzhuber | Matthias Friedemann | Tobias Erler    |
| 2011 | Johannes Heider     | Tino Meier          | Martin Boubal   |
| 2012 | Stefan Gaebel       | Kersten Thiele      | Henning Bommel  |
| 2013 | Matthias Plarre     | Stefan Gaebel       | Martin Boubal   |
| 2014 | Johannes Heider     | Mathias Wiele       | Konrad Geßner   |
| 2015 | Erik Mohs           | Tomáš Okrouhlický   | Robert Kessler  |
| 2016 | Martin Boubal       | Erik Mohs           | Immanuel Stark  |

## Palmarés por países
| País     | Victorias |
| -------- | --------- |
| Alemania | 12        |

| País            | Victorias |
| --------------- | --------- |
| Alemania        | 12        |
| República Checa | 1         |